# Volcán Illiniza
Iliniza o Illiniza es un estratovolcán en Ecuador, situado unos 100 km al suroeste de Quito y 33 km al norte de Latacunga. Illiniza, un volcán potencialmente activo, consta de dos picos cubiertos de nieve: Illiniza Sur (5245 m) e Illiniza Norte (5126 m). La mayoría de guías (por ejemplo, Lonely Planet Ecuador, Ecuador: A Climbing Guide) escriben el nombre de la montaña con solo una «l» (Iliniza). Su nombre deriva de las palabras kunza para «cerro varón».
Mientras que el Illiniza Sur (el pico sur) es una ascensión más difícil debido a su naturaleza glacial, el Illiniza Norte requiere menores habilidades de escalada, y puede hacerse con buen tiempo como un pico de senderismo. No obstante, para personas sin experiencia es recomendable un guía de todos modos ya que la ruta tiene pasos de dificultad I/PD y después de una nevada o noches frías se pueden necesitar eventualmente cuerda y/o crampones.
Por lo general se cree que los Illinizas son las mejores montañas de aclimatación en Ecuador, y son usadas frecuentemente como una ascensión preparatoria para picos más altos como el Cotopaxi, el Chimborazo y el Cayambe.
Hay un refugio rústico ubicado entre los picos norte y sur. Se puede llegar a través de un viaje de una hora de camioneta desde El Chaupi, seguido de una ascensión de tres horas. El refugio tiene cocina de gas, ollas y cazuelas y literas. Es necesario traer sacos de dormir calurosos y comida, pero hay disponible agua para hervir.